# Liste der Kulturgüter in Wald BE
Die Liste der Kulturgüter in Wald BE enthält alle Objekte in der Gemeinde Wald im Kanton Bern, die gemäss der Haager Konvention zum Schutz von Kulturgut bei bewaffneten Konflikten, dem Bundesgesetz vom 20. Juni 2014 über den Schutz der Kulturgüter bei bewaffneten Konflikten sowie der Verordnung vom 29. Oktober 2014 über den Schutz der Kulturgüter bei bewaffneten Konflikten unter Schutz stehen.
Objekte der Kategorie A sind im Gemeindegebiet nicht ausgewiesen, Objekte der Kategorie B sind vollständig in der Liste enthalten, Objekte der Kategorie C fehlen zurzeit (Stand: 1. Mai 2024). Unter übrige Baudenkmäler sind Objekte zu finden, die im Bauinventar des Kantons Bern als «schützenswert» verzeichnet sind.

## Kulturgüter
| Foto |                                                                            | Objekt                                 | Kat. | Typ | Standort                                                     | Beschreibung |
| ---- | -------------------------------------------------------------------------- | -------------------------------------- | ---- | --- | ------------------------------------------------------------ | --- |
| ja   | Datei hochladen · Wikidata zu Speicher und Ofenhäuser (Q29676281)          | Speicher und Ofenhäuser KGS-Nr.: 00886 | B    | G   | Englisberg, Bernstrasse 94g, 95a, 102a, 102c 602343 / 193965 | Der 1717 erbaute Speicher ist eine Bohlenständer-Konstruktion mit drei Lagerböden unter Gerschilddach sowie ein seltenes Beispiel eines traufseitig in der Mitte geteilten Doppelspeichers. Umlaufende Obergeschoss-Laube und beidseitige Dachgeschoss-Lauben mit eleganten Brettbaluster-Brüstungen. Hinzu kommen breite, reich profilierte Laubenpfosten und Büge.                  |
| ja   | Datei hochladen · Wikidata zu Reformierte Kirche und Pfarrhaus (Q15707487) | Kirche und Pfarrhaus KGS-Nr.: 01362    | B    | G   | Zimmerwald, Kirchstrasse 49, 51 602394 / 191691              | Das 1697 erbaute reformierte Kirchengebäude ist eine giebelständige Saalkirche mit Dreiachtel-Chor, dessen nordöstlicher Fassade ist ein Turm mit Spitzhelm beigestellt. Die drei Chorfenster sind mit Glasmalereien von Aloys Balmer (1905) verziert. Daneben steht das 1699 erbaute Pfarrhaus, ein zweigeschossiger Putzbau unter geknicktem Viertelwalmdach und mit breiter Ründe. |
| ja   | Datei hochladen · Wikidata zu Schlössli Zimmerwald (Q14558523)             | Schlösschen KGS-Nr.: 01363             | B    | G   | Zimmerwald, Kirchstrasse 13 602446 / 192176                  | Das Schlösschen dürfte in seinem heutigen Bestand in der zweiten Hälfte des 16. Jahrhunderts entstanden sein. Es ist ein dreigeschossiger Putzbau unter geknicktem Viertelwalmdach mit stark abgebogenen Vogeldielen und kantig geformten Ründen. Südostseitig steht der polygonale Treppenturm aus dem Jahr 1643 mit schindelverrandetem Fachwerkaufsatz und barocker Haube.         |

## Übrige Baudenkmäler
Hinweis: Anstelle der KGS-Nummer wird als Objekt-Identifikator (ID) die Grundstücksnummer verwendet.
| ID  | Foto |                 | Objekt                                                        | Typ | Standort                                             | Beschreibung |
| --- | ---- | --------------- | ------------------------------------------------------------- | --- | ---------------------------------------------------- | ------------ |
| 2   | BW   | Datei hochladen | Ehemaliges Gemeindearchiv (1793)                              | G   | Englisberg, Bernstrasse 95a 602321 / 193977          |              |
| 13  | BW   | Datei hochladen | Ehemaliges Archiv und Spritzenhaus (1784)                     | G   | Zimmerwald, Obermuhlern 5a 601541 / 190886           |              |
| 53  | BW   | Datei hochladen | Speicher (1726)                                               | G   | Englisberg, Lindenrain 5 602286 / 194144             |              |
| 55  | BW   | Datei hochladen | Pfarrscheune (1699)                                           | G   | Zimmerwald, Kirchstrasse 51a 602380 / 191657         |              |
| 57  | BW   | Datei hochladen | Stöckli (1711)                                                | G   | Zimmerwald, Niederhäusernstrasse 6 602590 / 192225   |              |
| 59  | BW   | Datei hochladen | Dorfbrunnen (1860)                                            | K   | Zimmerwald, Kirchstrasse N.N. 602475 / 192251        |              |
| 75  | BW   | Datei hochladen | Speicher (1718)                                               | G   | Zimmerwald, Schulhausstrasse 37c 602147 / 192854     |              |
| 96  | BW   | Datei hochladen | Speicher (frühes 19. Jh.)                                     | G   | Englisberg, Hubelweg 3 602223 / 194087               |              |
| 97  | BW   | Datei hochladen | Oberhaus (1851)                                               | G   | Englisberg, Bernstrasse 94 602364 / 193918           |              |
| 119 | BW   | Datei hochladen | Ofenhaus-Speicher (1800)                                      | G   | Zimmerwald, Waldhof 6b 601956 / 191779               |              |
| 125 | BW   | Datei hochladen | Bauernhaus (1705)                                             | G   | Zimmerwald, Winzenriedstrasse 56 603385 / 192858     |              |
| 125 | BW   | Datei hochladen | Doppelspeicher (1717)                                         | G   | Englisberg, Bernstrasse 102c 602344 / 193978         |              |
| 126 | BW   | Datei hochladen | Ofenhaus (1851)                                               | G   | Englisberg, Hubelweg 3b 602271 / 194064              |              |
| 142 | BW   | Datei hochladen | Bauernhaus (1838)                                             | G   | Niedermuhlern, Brönnistrasse 39 600069 / 189970      |              |
| 143 | BW   | Datei hochladen | Speicher (1740)                                               | G   | Niedermuhlern, Baumannshaus 1b 600023 / 189905       |              |
| 150 | BW   | Datei hochladen | Ofenhaus (1891)                                               | G   | Niedermuhlern, Baumannshaus 1c 600039 / 189935       |              |
| 161 | BW   | Datei hochladen | Speicher (1757)                                               | G   | Zimmerwald, Gruben 1b 603429 / 191781                |              |
| 214 | BW   | Datei hochladen | Unterhaus (1855)                                              | G   | Englisberg, Bernstrasse 102 602325 / 194001          |              |
| 214 | BW   | Datei hochladen | Ofenhaus (1753)                                               | G   | Englisberg, Bernstrasse 102a 602344 / 193978         |              |
| 217 | BW   | Datei hochladen | Bauernhaus (1724)                                             | G   | Niedermuhlern, Brönnistrasse 26 600382 / 190195      |              |
| 218 | BW   | Datei hochladen | Speicher (1753)                                               | G   | Niedermuhlern, Brönnistrasse 27a 600379 / 190168     |              |
| 225 | BW   | Datei hochladen | Wohnstock (1899)                                              | G   | Englisberg, Bernstrasse 90 602380 / 193870           |              |
| 242 | BW   | Datei hochladen | Bauernhaus (1639)                                             | G   | Englisberg, Kühlewilstrasse 30 601269 / 193940       |              |
| 267 | BW   | Datei hochladen | Villa Beau-Séjour (1867)                                      | G   | Zimmerwald, Kirchstrasse 7 602465 / 192209           |              |
| 268 | BW   | Datei hochladen | Speicher (1741)                                               | G   | Zimmerwald, Obermuhlern 3c 601616 / 190925           |              |
| 289 | BW   | Datei hochladen | Speicher (1638)                                               | G   | Englisberg, Bernstrasse 99a 602251 / 194014          |              |
| 289 | BW   | Datei hochladen | Speicher (1667)                                               | G   | Zimmerwald, Eggstrasse 21c 600461 / 193182           |              |
| 319 | BW   | Datei hochladen | Ofenhaus (1770)                                               | G   | Zimmerwald, Niederhäusernstrasse 63b 603104 / 191587 |              |
| 329 | BW   | Datei hochladen | Bauernhaus (1745)                                             | G   | Zimmerwald, Niederhäusernstrasse 55 603109 / 191639  |              |
| 329 | BW   | Datei hochladen | Speicher (1718)                                               | G   | Zimmerwald, Niederhäusernstrasse 55c 603111 / 191615 |              |
| 378 | BW   | Datei hochladen | Ehemalige Armenanstalt der Stadt Bern (1889–1892)             | G   | Englisberg, Kühlewilstrasse 2 601473 / 194420        |              |
| 391 | BW   | Datei hochladen | Speicher (1802)                                               | G   | Zimmerwald, Eggstrasse 17 600481 / 193239            |              |
| 391 | BW   | Datei hochladen | Ofenhaus (1793)                                               | G   | Zimmerwald, Eggstrasse 17c 600452 / 193225           |              |
| 395 | BW   | Datei hochladen | Ehemaliges Gutsverwalterhaus der Armenanstalt Kühlewil (1930) | G   | Englisberg, Kühlewilstrasse 18 601319 / 194444       |              |
| 423 | BW   | Datei hochladen | Wohnhaus (um 1820)                                            | G   | Zimmerwald, Kirchstrasse 3 602486 / 192238           |              |
| 444 | BW   | Datei hochladen | Stöckli/Ofenhaus/Speicher (um 1800)                           | G   | Zimmerwald, Niederhäusernstrasse 10 602605 / 192193  |              |
| 444 | BW   | Datei hochladen | Bauernhaus (1912)                                             | G   | Zimmerwald, Niederhäusernstrasse 12 602576 / 192161  |              |
| 454 | BW   | Datei hochladen | Speicher (1714)                                               | G   | Zimmerwald, Kirchstrasse 41d 602374 / 191744         |              |
| 460 | ja   | Datei hochladen | Gasthaus Löwen (um 1840)                                      | G   | Zimmerwald, Bernstrasse 2 602565 / 192285            |              |
| 490 | BW   | Datei hochladen | Bauernhaus (wohl 1831)                                        | G   | Zimmerwald, Niederhäusernstrasse 60 603061 / 191572  |              |
| 524 | BW   | Datei hochladen | Ehemalige Pfrundscheuer (1797)                                | G   | Zimmerwald, Kirchstrasse 61 602417 / 191488          |              |
| 538 | ja   | Datei hochladen | Ehemaliges Gemeindearchiv (1832)                              | G   | Zimmerwald, Bernstrasse 12a 602640 / 192320          |              |
| 573 | ja   | Datei hochladen | Villa (1907)                                                  | G   | Zimmerwald, Niederhäusernstrasse 14 602645 / 192185  |              |
| 588 | BW   | Datei hochladen | Ofenhaus-Stöckli (1651)                                       | G   | Zimmerwald, Niederhäusernstrasse 61 603089 / 191594  |              |
| 629 | BW   | Datei hochladen | Ferienhaus (1965)                                             | G   | Niedermuhlern, Baumannshaus 9 599794 / 189834        |              |
| 663 | BW   | Datei hochladen | Wohnhaus (1971)                                               | G   | Zimmerwald, Winzenriedstrasse 24 603101 / 192472     |              |
| 840 | BW   | Datei hochladen | Ehemaliges Salzmagazin (um 1820)                              | G   | Zimmerwald, Salzgässli 4a 602508 / 192236            |              |